# クリス・ホーナー
クリストファー・リー・ホーナー（Christopher Lee Horner、1971年10月23日 - ）は、沖縄県生まれ、アメリカ合衆国ベンド育ちの、自転車競技（ロードレース）選手。

## 経歴
1997年
- フランセーズ・デ・ジューと契約を結んでプロ転向したが、主だった戦績を挙げられなかった。

2000年
- マーキュリーに移籍。
- ツール・ド・ランカウイにおいて総合優勝を果たした。

2002年
- プライム・アライアンスに移籍。

2003年
- サターンに移籍。
- ツール・ド・ジョージア初代総合優勝者に輝いた。

2004年
- ウェブコアー・ビルダーズに移籍。
- 世界選手権・ロードレースでは8位に入った。

2005年
- サウニエル・ドゥバル＝プロディールに移籍。
- ツール・ド・フランス初出場（総合33位）。
- ツール・ド・スイスでは区間1勝を上げた。

2006年
- ダヴィタモン・ロットに移籍。
- ブエルタ・ア・エスパーニャ 総合20位

2007年
- ツール・ド・フランス 総合15位
- ツール・ド・ロマンディ 総合5位

2008年
- アスタナ・チームに移籍。
- ジロ・ディ・ロンバルディア 7位

2010年
- チーム・レディオシャックに移籍。
- バスク一周では、最終第6ステージの個人TTを制し、総合優勝を果たした。
- フレッシュ・ワロンヌ 7位
- リエージュ〜バストーニュ〜リエージュ 8位
- アムステルゴールドレース 10位
- ツール・ド・フランス 総合10位

2011年
- カタルーニャ一周 総合4位
- バスク一周 総合2位
- ツアー・オブ・カリフォルニア 総合優勝

2012年
- レディオシャック・ニッサン・トレックに移籍。
- ティレーノ〜アドリアティコでは、最終第7ステージの個人タイムトライアルで、ヴィンチェンツォ・ニバリに逆転され総合2位。
- バスク一周 総合9位
- ツール・ド・フランス 総合13位

2013年
- ティレーノ〜アドリアティコ 総合6位
- ブエルタ・ア・エスパーニャ 総合優勝、コンビネーション賞、区間2勝(第3、第10ステージ)

2014年
- ランプレ・メリダに移籍。

2015年
- エアガス・セイフウェイに移籍。

2016年
- ラプス・レーシング・チームに移籍。同年引退。

2018年
- エアガス・セイフウェイの新チーム、チームイルムナイトで復帰。